# Barbichas-de-cabeça-castanha

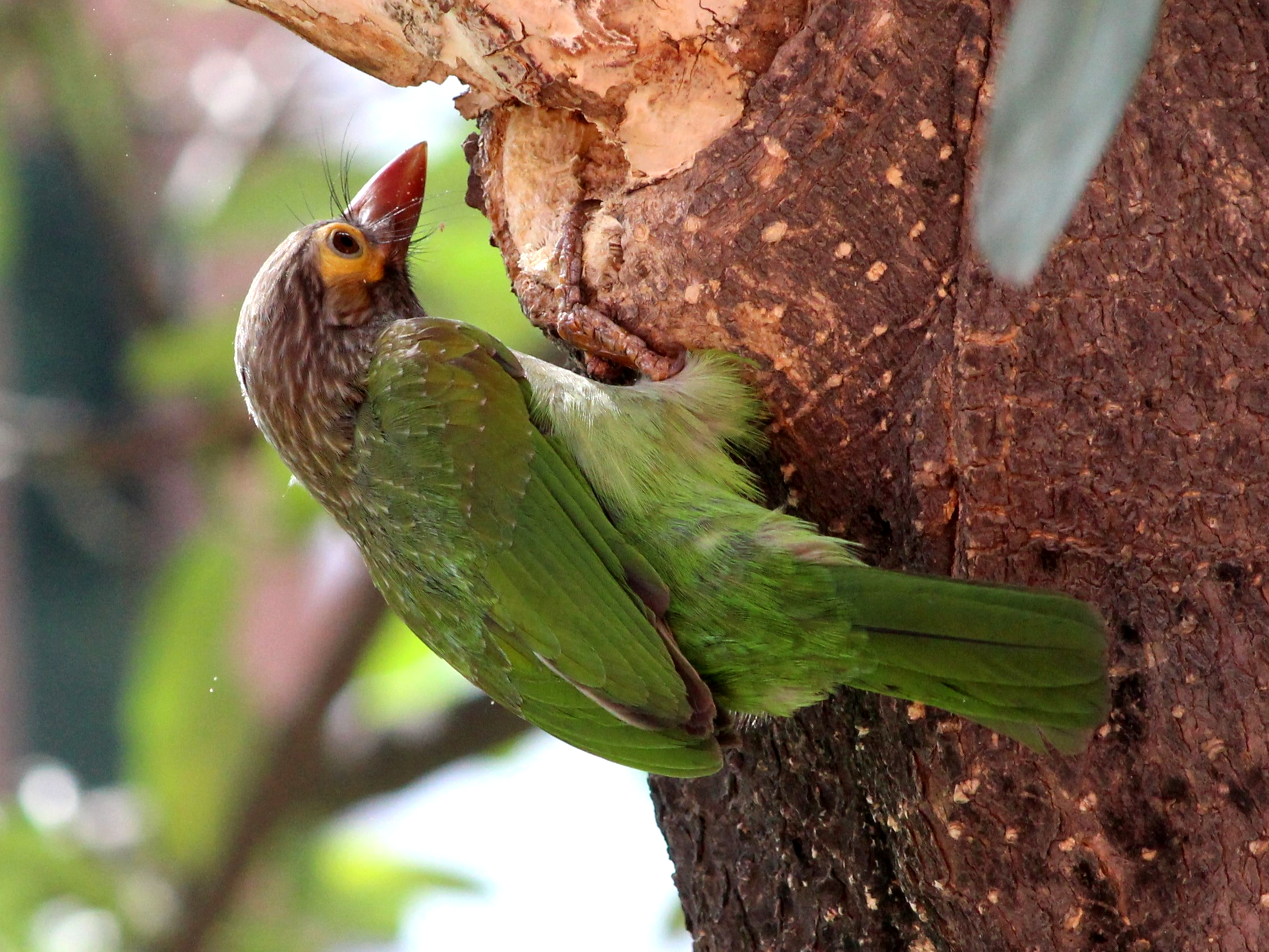
Cabeça marrom em Chandigarh

Barbichas-de-cabeça-castanha (Psilopogon zeylanicus) é uma espécie asiática de ave nativa do subcontinente indiano, onde habita florestas tropicais e subtropicais úmidas. É difundido, com seu alcance que se estende desde o Terai no sul do Nepal, no norte, até o Sri Lanka, no sul, abrangendo a maior parte da Índia peninsular e listado como menos preocupante na Lista Vermelha da IUCN. É uma espécie arbórea de jardins e campos arborizados que se alimenta de frutas e insetos. É bastante tolerante com os seres humanos e muitas vezes visto em parques da cidade. Nidifica em um buraco de árvore, colocando 2-4 ovos. Alimenta-se de manga, jaca madura, mamão, banana, figo e árvores frutíferas cultivadas semelhantes. Seu habitat inclui jardins urbanos e rurais; tende a evitar a floresta pesada. Nidifica em um buraco adequado em uma árvore que muitas vezes escava. Ambos os sexos incubam os ovos e muitas vezes se comunicam usando seus chamados Kura, kura.

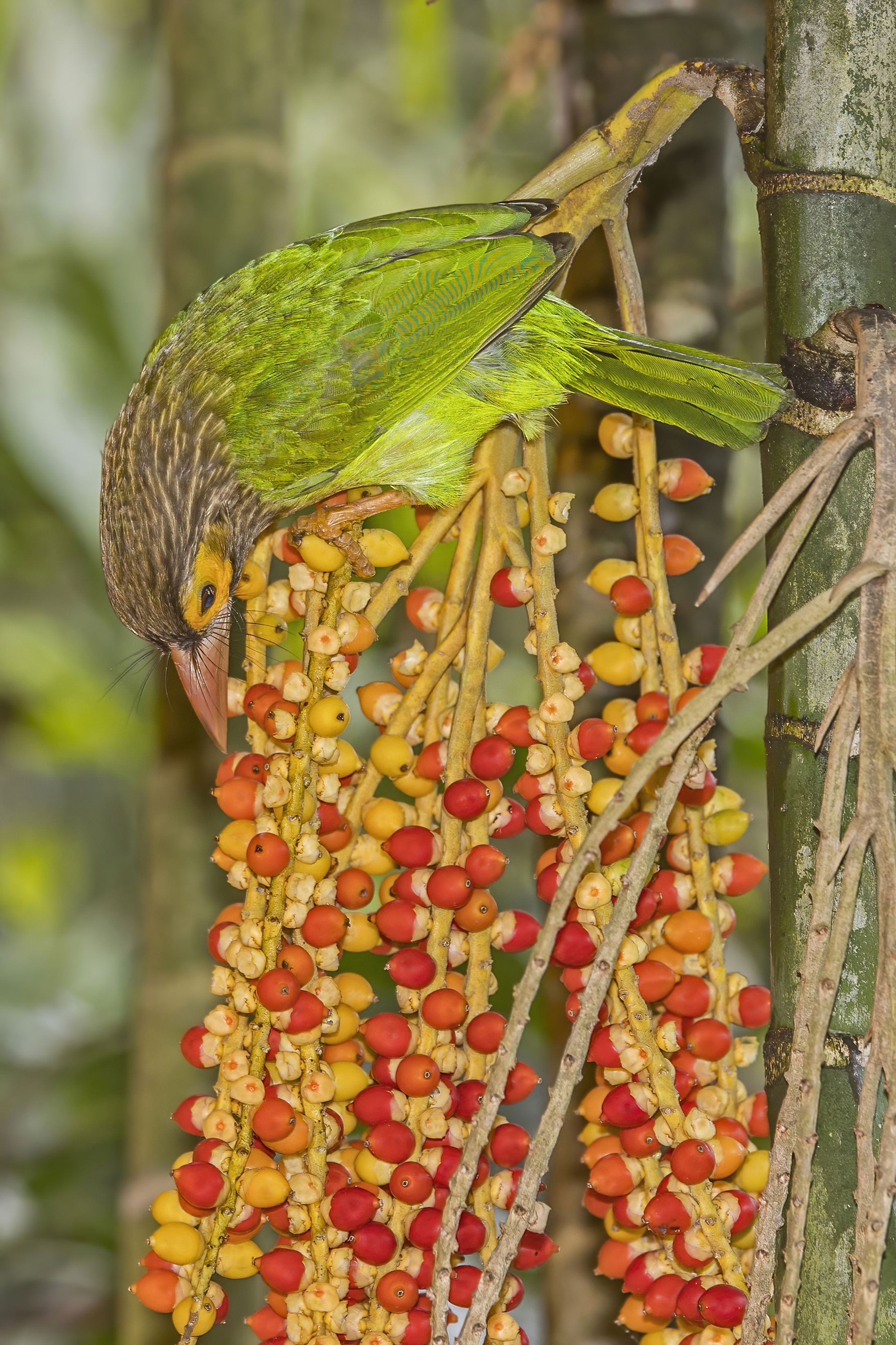
Comendo frutos de palmeira

Seu canto é um kutroo…kutroo…kutroo repetitivo, mas silencioso. Outros atendem a chamada quando uma começa.